# San José Tenango
San José Tenango är en kommun i Mexiko.   Den ligger i delstaten Oaxaca, i den sydöstra delen av landet, 290 km sydost om huvudstaden Mexico City.
Följande samhällen finns i San José Tenango:
- Cerro Palmera
- Aguacatitla
- Agua de Cedro
- Cerro Central
- Cerro Otate
- Unión de Hidalgo
- Altamira
- Agua de Golondrina
- Agua Pescado
- Agua Fría
- San Martín Caballero
- Piedras Negras
- Camino de Yeso
- Cerro Caballero
- Rancho Hernández
- Cañada de Mamey
- Agua Verde
- Cerro Álamo
- Cerro Rabón
- Tierra Colorada
- Teocuatlán
- Las Ruinas
- Cerro Alto
- Puerto Buenavista
- Sitio Caballero
- Rancho Antonio
- Llano de Árnica
- Rancho Peinecillo
- Pozo de Águila
- Agua Sótano
- Agua de Rayo
- Agua Camarón
- Agua Dulce
- Cerro Liquidámbar
- Sitio Iglesia
- Rancho Herrera
- Cerro Trueno
- Agua Ciénega
- Génova Nuevo Progreso
- Plan de Laguna
- Agua Apestosa
- Palo Plumaje
- Rancho Guadalupe
- Agua Calabaza
- Llano Nuevo de la Cruz
- San Isidro
- Agua Iglesia
- Cerro Palmaje
- Agua de Aceite
- Agua Platanillo Uno
- Piedra del Sol
- Agua Obscura
- Cerro Negro
- Agua Vista
- Agua Pared
- Peña Blanca